# Maytenus tetragona
Maytenus tetragona là một loài thực vật có hoa trong họ Dây gối. Loài này được Griseb. mô tả khoa học đầu tiên năm 1864.